# كاسبر يوست
كاسبر يوست (بالإنجليزية: Casper Yost)‏ هو صحفي أمريكي، ولد في 1863، وتوفي في 1941.